# Cukrová řepa

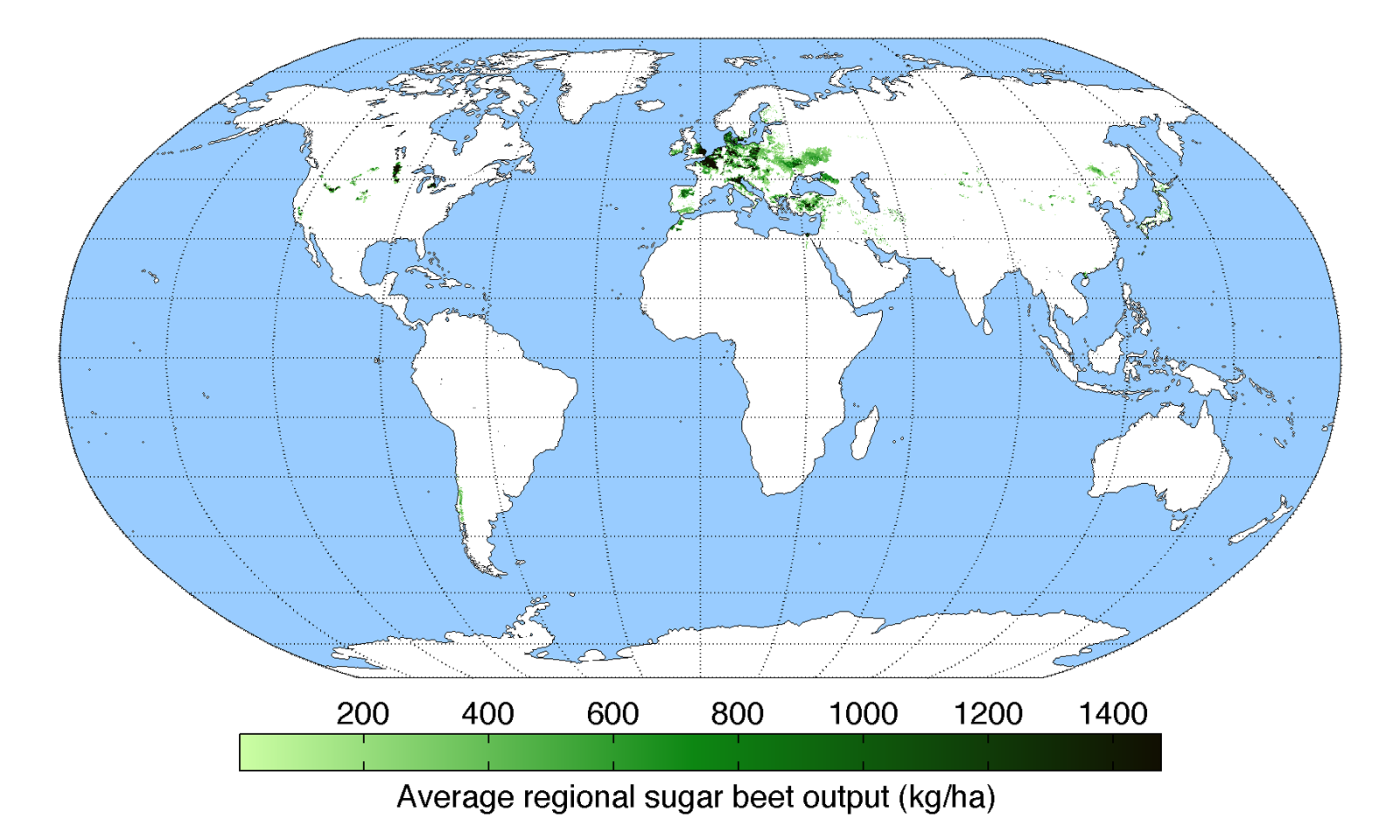
Světová produkce cukrové řepy

Cukrová řepa (Beta vulgaris var. altissima, hovorově cukrovka) je dvouletá zemědělská plodina z čeledi laskavcovitých.
Pěstuje se jeden rok, je řazená mezi okopaniny. Převážná část sklízené masy (cca 80 %) je ukryta pod zemí ve formě zásobního kořenu, tzv. bulvy. Listy vyrůstající z bulvy se nazývají chrást. Chrást býval využíván jako krmivo skotu. Po omezení chovu skotu je v současném technologickém postupu chrást rozřezán a rozmetán do plochy na půdu. Sklizené bulvy jsou využívány v cukrovarnickém průmyslu, pro výrobu cukru a následně lihu. Jako krmivo pro hospodářská zvířata jsou řízky užívány omezeně.

## Historie
Řepa byla pěstována jako krmivo již od antických dob. Její použití pro výrobu cukru však je vužíváno relativně nedávno. Roku 1590 poprvé extrahoval francouzský botanik Olivier de Serres z kořene řepy sladký sirup. Jeho postup však nenašel praktické uplatnění. Jako další se extrakcí cukru zabýval pruský chemik Andreas Sigismund Marggraf, který k extrakci cukru použil ethanol. Ani jeho postup však nebyl využit k průmyslové produkci. Jeden z Marggrafových bývalých studentů Franz Karl Achard se začal věnovat šlechtění cukrové řepy a pomocí selektivního křížení se mu podařilo dosáhnout obsahu 5–6 % sacharózy, oproti 20 % u moderních odrůd. První cukrovar na výrobu cukru z řepy byl otevřen pod patronací Fridricha Viléma III. Pruského ve Slezsku v obci Cunern (dnes Konary v Polsku) v roce 1802. Za napoleonských válek došlo k obrovskému rozvoji cukrovarnictví, neboť francouzské námořnictvo zavedlo námořní blokádu Anglie a tím byl znemožněn dovoz třtinového cukru do Evropy z Karibiku. Na konci války bylo v Evropě již na tři sta cukrovarů. Ve Spojených státech amerických byl první cukrovar na řepu otevřen roku 1838.

## Výroba cukru
Při výrobě cukru se sklizená řepa nejprve pere a zbavuje nečistot, řeže na úzké proužky („řízky“) a ukládá do difuzérů, kde se z ní cukr vyluhuje vodou při různých teplotách. Vyluhované řízky se užívají pro krmné a nově i potravinářské účely. Ze získané cukerné šťávy je po odpaření vody získáván surový (hnědý) cukr. Při rafinaci cukru se cukerná šťáva čistí, zbavuje různých přísad, nečistot a tím se bělí. Při rafinaci je do surové šťávy je přidáváno vápenné mléko, šťáva smísená s vápenným mlékem se v saturátoru čeří oxidem uhličitým. Vysrážené vápno na sebe naváže nečistoty a v kalolisu je odfiltrováno od šťávy a je odváženo na skládku. Vysrážené vápno z kalolisu je označováno jako šáma a je používáno k vápnění polí. Čeření se někdy až třikrát opakuje.
Pro účely čeření bývá součástí rafinerie vápenka na pálení vápence. Vypálené vápno se uhasí pro výrobu vápenného mléka a část spalin s vysokým obsahem oxidu uhličitého je používán k vysrážení vápna při čeření.
Po čeření, se za sníženého tlaku šťáva vaří v odparkách a zbavuje se vody. To se děje při teplotě podstatně nižší než 100 °C. Šťáva se zahušťuje a cukr se sráží v krystalech. Zahuštěná „těžká“ šťáva je vedena do odstředivky. Na sítu odstředivky se oddělují krystalky cukru od „zadního cukru“ – tekuté melasy. Výsledná vlhká cukrovina se na sítech třídí podle velikosti krystalů „cukr práškový“ až „cukr krystal“, podle potřeby se buď plní do forem nebo suší. Melasa obsahuje asi 40 % cukru a páchne. Používá se ke krmným účelům nebo k výrobě lihu.
Při výrobě tzv. surového (hnědého) cukru se při postupu výroby neprovádí čeření a zbavování příměsí a nečistot. Proto je po převezení do rafinérie surový cukr znovu rozpouštěn a probíhá proces čeření.

## Pěstování

### Svět
Celosvětově se v roce 2022 podle FAO vypěstovalo 261 milionů tun cukrové řepy. Deset největších producentů vypěstovalo 80,8 % světové produkce.
| Pořadí | Stát       | Množství (v tunách) |
| ------ | ---------- | ------------------- |
| 1      | Rusko      | 48 907 752          |
| 2      | Francie    | 31 496 750          |
| 3      | USA        | 29 550 640          |
| 4      | Německo    | 28 201 400          |
| 5      | Turecko    | 19 000 000          |
| 6      | Polsko     | 14 154 120          |
| 7      | Egypt      | 13 557 070          |
| 8      | Ukrajina   | 9 941 460           |
| 9      | Čína       | 8 933 200           |
| 10     | Nizozemsko | 7 256 600           |
|        | Svět       | 260 998 614         |
| 15     | Česko      | 4 055 470           |

### Pěstování cukrové řepy v Česku
Velikost osevních ploch cukrovky poklesla především po roce 1989 a po vstupu do EU. Vlivem privatizace cukrovarů a převedení cukrovarů do vlastnictví západoevropských firem došlo v důsledku regulace a omezování pěstování cukrové řepy a výroby cukru ze strany EU k omezováním výroby cukru. Tím pokračoval meziválečný trend zmenšování osevní plochy cukrové řepy a rušení cukrovarů. I přesto však díky postupnému zvyšování výnosu cukru z pěstovaných plodin došlo k návratu až na hodnoty odpovídající produkci cukru v roce 1989. Česko je tak setrvale výrazným vývozcem řepného cukru, výroba přesahuje domácí spotřebu až o 100 % . Od 1. 10. 2017 došlo k ukončení regulace pěstování cukrové řepy ze strany EU, v důsledku čehož lze očekávat další nárůst produkce této plodiny v ČR.

### Napadení háďátkem
Řepa bývá častým hostitelem parazita háďátka řepného. Napadá především řepné bulvy. Rostlina při napadení háďátkem vytváří mnoho postranních kořínků (tzv. hladové kořeny), aby měla dostatek živin. To brzdí růst (snížení hospodářského výnosu).
Sklizeň cukrové řepy
Základem je jednofázová sklizeň, kdy se sklízí současně chrást i bulva jedním strojem. Harmonogram sklizně se vytváří na základě stanovených dodávek do cukrovaru a podle dalších specifických podmínek, například povětrnostních. Pro sklizeň se využívají především sklízeče se zásobníky, které mají široké pneumatiky a při nízkém měrném tlaku působí šetrně na půdní strukturu, odstraňují pojezdy dopravních prostředků po poli a šetří pohonné hmoty.

## Galerie

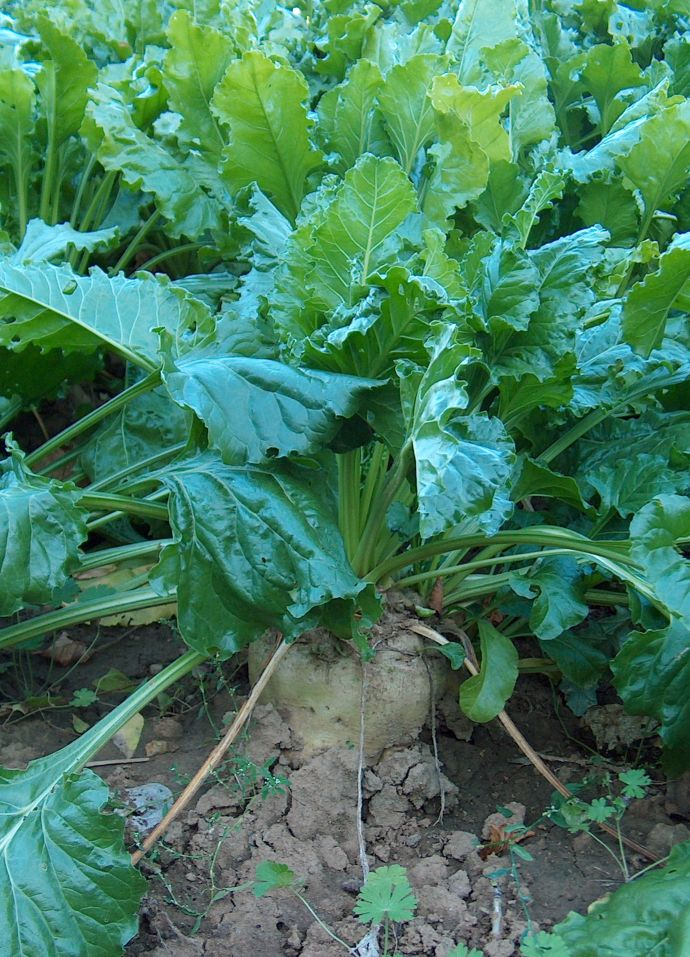
Cukrová řepa
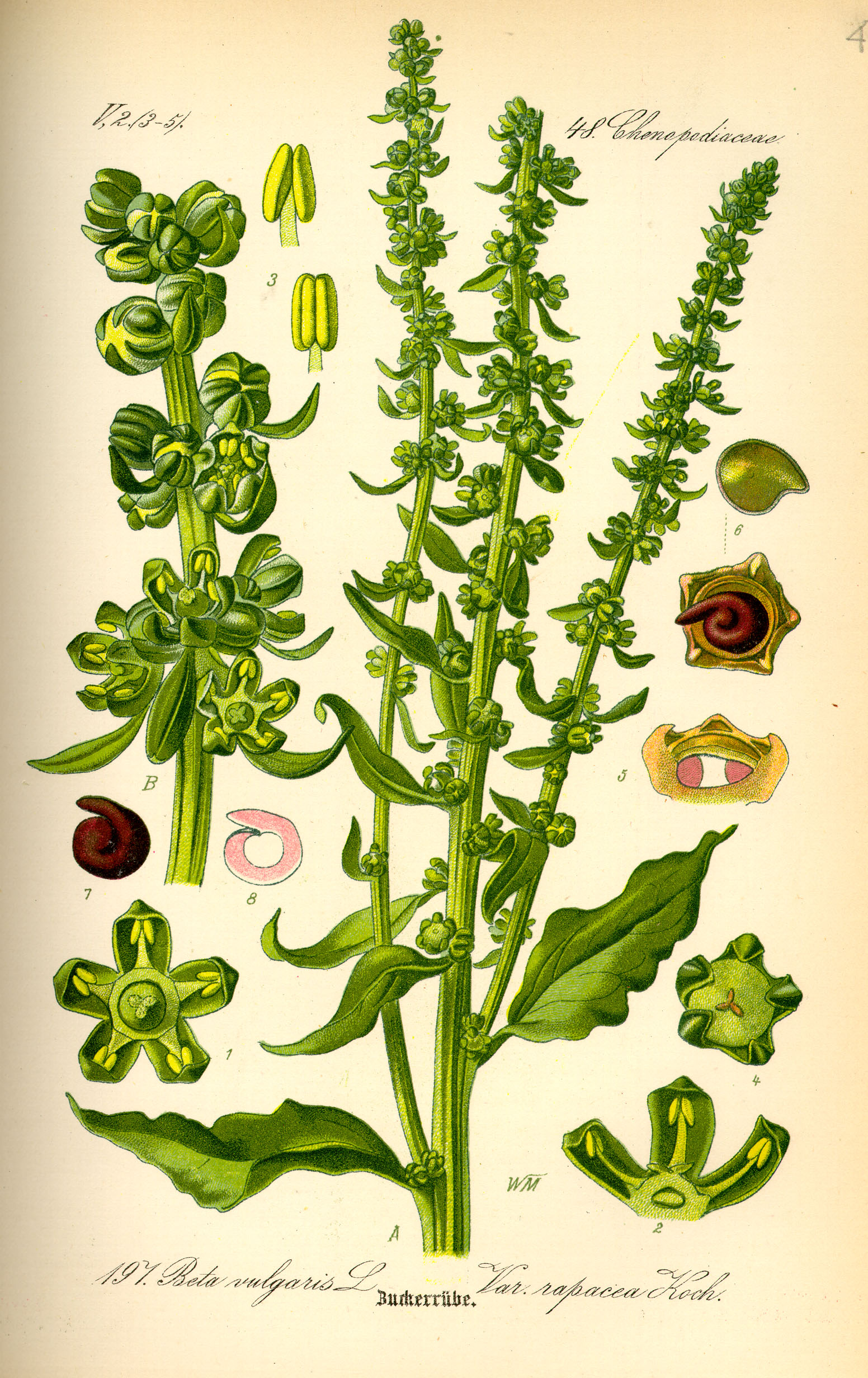
Cukrová řepa, var. rapacea
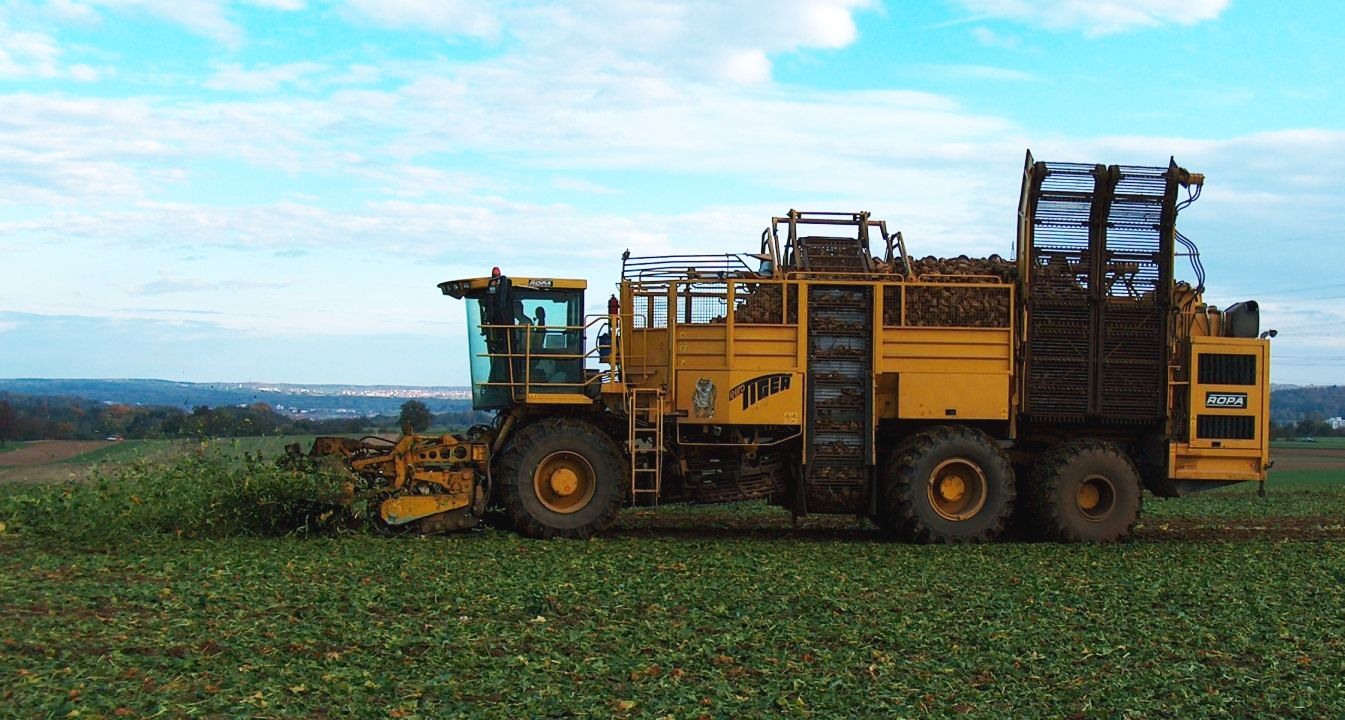
Kombajn na sklizeň řepy
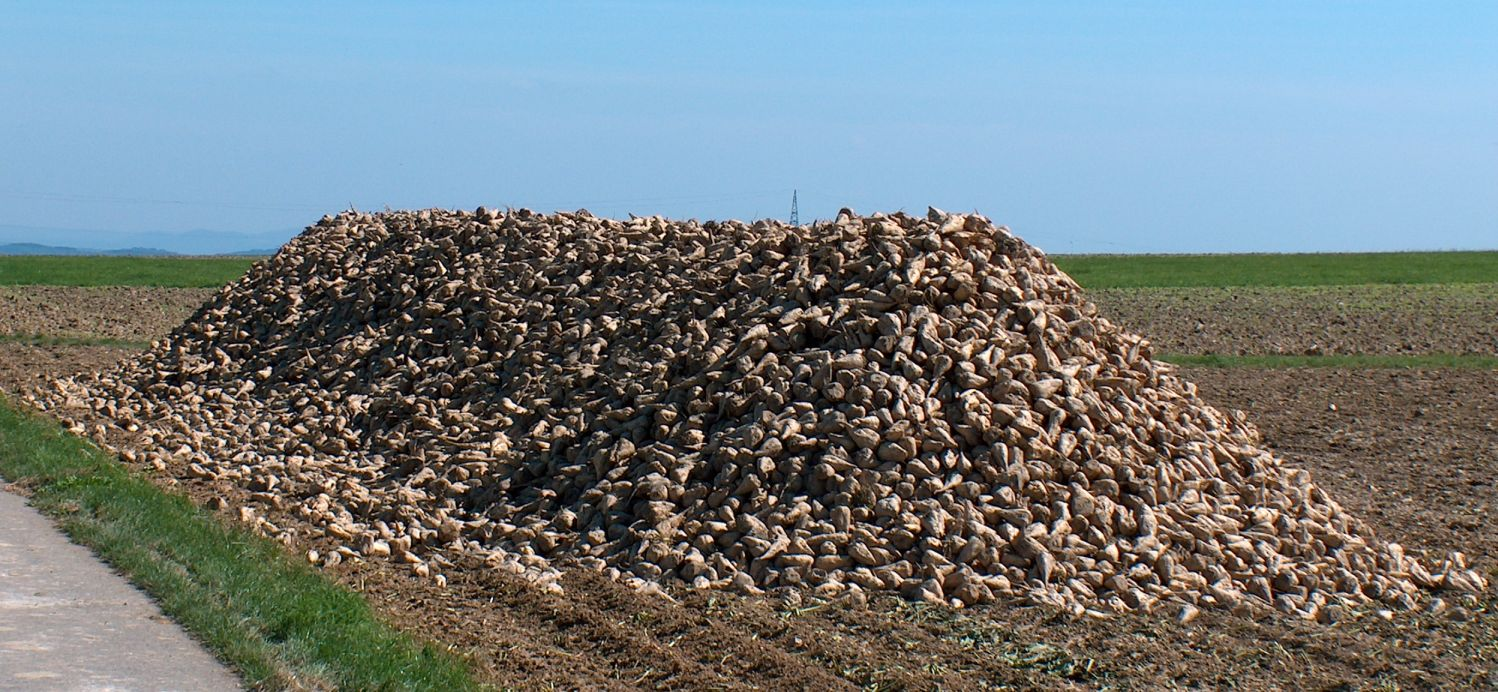
Hromada sklizené řepy